# Baeonoma leucophaeella
Baeonoma leucophaeella es una especie de polilla del género Baeonoma, orden Lepidoptera.
Fue descrita científicamente por Walker en 1864.

## Distribución
Se encuentra en Brasil.